# کراسنوزاوودسک
شهر کراسنوزاوودسک (به روسی: Краснозаводск) در کشور روسیه و در اوبلاست مسکو واقع شده‌است.